# Jurjuzan' (fiume)
Lo Jurjuzan' (anche traslitterato come Jurjuzan o Yuryuzan) è un fiume della Russia europea orientale, affluente di sinistra della Ufa, nel bacino della Kama.
La sorgente del fiume si trova sul versante orientale della montagna Uglovoj Mašak della catena montuosa Mašak (a nord-est del massiccio del monte Jamantau) negli Urali meridionali; scorre con direzione dapprima nord-orientale, per curvare dopo poche decine di chilometri verso nord-ovest e mantenere mediamente questa direzione fino alla foce. Nel corso medio, lo Jurjuzan' emerge dalle montagne verso la pianura. Nel corso inferiore, tagliando l'altopiano della Ufa, il fiume sfocia nel bacino idrico di Pavlovka della Ufa. I maggiori affluenti del fiume sono il Katav e il Berezjak.
Fra i maggiori centri bagnati dal fiume sono le cittadine di Trëchgornyj, Ust'-Katav e Jurjuzan'.